# Reinaldo De Santis
Pour les articles homonymes, voir De Santis.
 (février 2017).
Reinaldo De Santis, né le 11 janvier 1928 à Buenos Aires et mort le 18 janvier 2022 dans le 16e arrondissement de Paris, dit Reinaldo, est un sculpteur italo-argentin. Il avait son atelier à Paris.
Il a également réalisé de nombreux dessins, peintures, poèmes et écrits.

## Biographie
Artiste didactique, il réalise ses premières sculptures dans du bois de palmier. C'est à partir de 1969, année où il arrive en France, qu'il va se consacrer essentiellement à son art. Il travaille alors différents matériaux : pierre, marbre, mais sa matière de prédilection reste le bois.
Ses idées libertaires se retrouvent dans ses œuvres, critiques de la société. Le tango, l'érotisme, l'humour et les arts premiers sont également des sources d'inspiration pour le sculpteur.
Il a travaillait et résidait à la cité d'artistes La Ruche, dans le 15e arrondissement de Paris.

## Expositions
- 2017: La Ruche[4], Atelier Alfred Boucher – Paris
- 2018: La Ruche[5], Salle collective Alfred Boucher[6] – Paris 15
- 2019: Centro de Arte da Oliva, Portugal

## Écrits
- Dictionnaire : Lunfardo - Argot, Édition Corregidor (Arg.), 1997
- Dictionnaire : Argot – Lunfardo, Éditions L'Harmattan, 2011[7]
- Préface : Délit d'innocence, lettres des geôles du Brésil et d'Italie de Viviana Celeste De Santis, Édition Guillemain, 2007